# Urodeta absidata
Urodeta absidata – gatunek motyla z rodziny Elachistidae i podrodziny Elachistinae.
Gatunek ten opisany został w 2011 roku przez Virginijusa Sruogę et Jurate de Prins, którzy jako miejsce typowe wskazali brzeg rzeki Faro.
Skrzydła rozpiętości 6 mm u samców i 6,8 u samic. Przednie skrzydła czarniawobrązowe z białą smugą. Narządy rozrodcze samicy wyróżnia nadzwyczaj długie i szerokie antrum. Narządy rozrodcze samca odznaczają się bardzo szerokim fallusem i rogowatymi kolcami na łukowatych wyrostkach wewnętrznych walw.
Motyl afrotropikalny, znany tylko z Kamerunu.